# Marien-Krankenhaus Lübeck
Das Marien-Krankenhaus Lübeck ist ein ehemaliges römisch-katholisches Belegkrankenhaus in Lübeck.

## Geschichte
Das Krankenhaus wurde 1888 als eine Einrichtung der Kongregation der Schwestern von der hl. Elisabeth (Graue Schwestern) in einer ehemaligen Domkurie gegründet. Zunächst lag der Schwerpunkt auf der Chirurgie. Zusammen mit der direkt gegenüber liegenden Propsteikirche Herz Jesu und dem Katholischen Gesellenhaus bildete es ein Zentrum katholischen Lebens an der Parade im Dombezirk der Lübecker Innenstadt. Außer am Krankenhaus waren die grauen Schwestern auch als Lehrerinnen der Katholischen Schule tätig.
1914 entstand ein kompletter Neubau mit nunmehr 80 Betten. Zu den damals 42 Grauen Schwestern, die hier tätig waren, gehörte die Kinderbuchautorin Sibylle von Olfers († 1916). Im weiteren Verlauf des 20. Jahrhunderts kam es zu zahlreichen Um- und Anbauten, während die Zahl der Grauen Schwestern kontinuierlich zurückging. 2003 wurden die letzten Ordensschwestern in den Ruhestand verabschiedet.
Das Krankenhaus war zuletzt eine freigemeinnützige Einrichtung in der Rechtsform einer Gemeinnützigen GmbH, eingetragen beim Amtsgericht Lübeck im Handelsregister B unter der Nummer 4214. Es bildete zusammen mit dem Marienkrankenhaus Hamburg und dem Kinderkrankenhaus Wilhelmstift den Krankenhausverbund Ansgar-Gruppe. Gesellschafter waren der Erzbischöfliche Stuhl zu Hamburg und der Katholische Schulverband Hamburg. Das Krankenhaus war eine Akademische Lehreinrichtung der Universität zu Lübeck.
Zum Krankenhaus gehörten ein 1970 errichtetes Haus der Dienste in der Straße Fegefeuer sowie seit 2005 das zum Ärztehaus umgebaute Katholische Gesellenhaus. 2019 entstand im ehemaligen C&A-Gebäude in der Mühlenstraße das MZM – Medizinisches Zentrum am Marien-Krankenhaus mit sieben Gemeinschaftspraxen.
Schwerpunkt des Marien-Krankenhauses war bis 2023 die Entbindungsstation mit jährlich etwa 1400 Geburten. Damit gehörte es zu den geburtenstärksten Kliniken in Schleswig-Holstein. Nahezu jeder zweite Lübecker wurde in der Klinik geboren. Die Klinik war als Level-4-Krankenhaus eingestuft, als Einrichtung für Schwangere und Neugeborenen ohne zu erwartende Komplikationen.

## Schließung

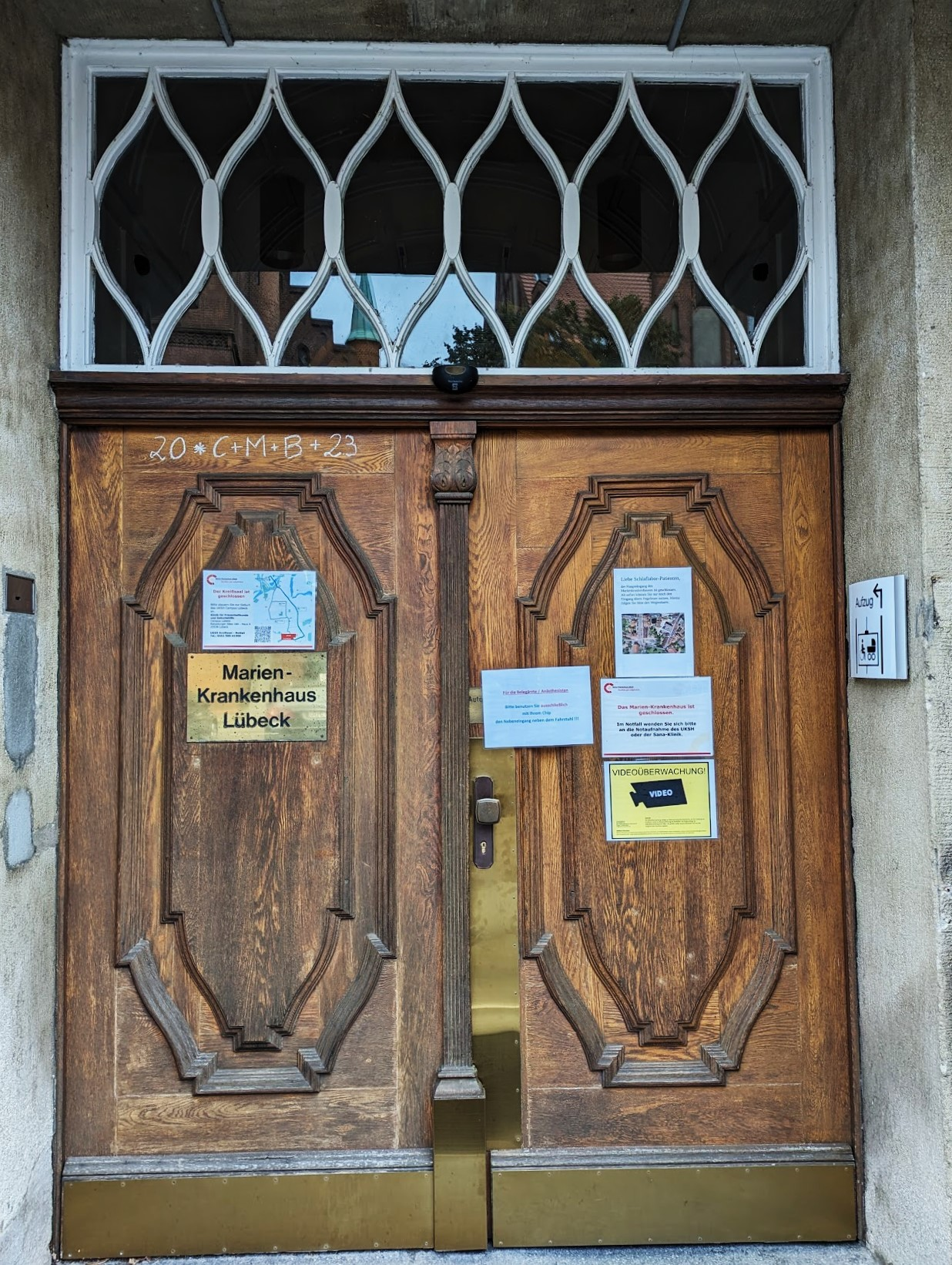
Portal des Krankenhauses nach der Schließung, Okt. 2023

Im Januar 2023 wurde bekannt, dass das Erzbistum Hamburg seit vier Jahren das Krankenhaus wegen seiner schlechten Finanzlage zu verkaufen versuchte. Geplant war die Übernahme durch das Universitätsklinikum Schleswig-Holstein. Die Nachricht führte zu intensiven Diskussionen und starkem Widerstand in der Öffentlichkeit, zu Mahnwachen, Demonstrationen und einer Online-Petition mit mehr als 40.000 Unterschriften bis Mitte Januar 2023. Die Belegärzte forderten einen Erhalt des Standorts in der Innenstadt. Während der öffentlichen Diskussionen über die Zukunft des Krankenhauses löste Henning David-Studt am 1. Februar 2023 Volker Krüger als Geschäftsführer ab. Studt war Krügers Vorgänger gewesen.
Die Geburtsstation wurde am 10. Juli 2023 geschlossen und zum Campus Lübeck des Universitätsklinikums Schleswig-Holstein verlegt. Der OP-Betrieb in den Fachabteilungen Chirurgie, HNO, Gynäkologie, Urologie lief noch bis zum 30. September 2023. Der Krankenhausbetrieb insgesamt wurde zum 1. Oktober 2023 eingestellt.

## Nachnutzungsplanung
Nach Plänen des Erzbistums Hamburg vom November 2023 soll die benachbarte Pflegeeinrichtung der Caritas, das Haus Simeon aus der Hartengrube in die Räumlichkeiten des ehemaligen Krankenhauses einziehen. Ferner wird auf rund 400 Quadratmetern im Gebäude ein ambulantes HNO-Operationszentrum entstehen, und das bestehende Schlaflabor bleibt erhalten.